# Bonnie Cashin
Bonnie Cashin (* 28. September 1915 in Oakland, Kalifornien, USA; † 3. Februar 2000 in New York City, New York,  USA) war eine US-amerikanische Modedesignerin. Sie gilt als Pionierin im Design amerikanischer Sportbekleidung und gewann einen Neiman Marcus Fashion Award für ihr Layering-Konzept.

## Leben und Werk

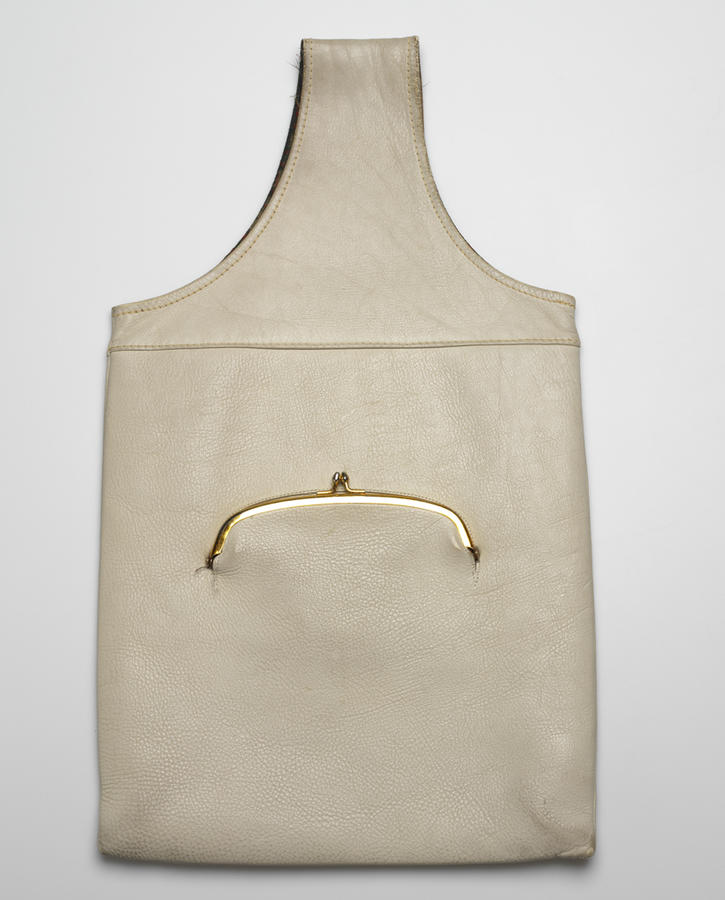
1962 „Cashin Carry“-Handtasche aus cremefarbenem Leder, entworfen für Coach (RISD Museum)

Cashin war die Tochter des Fotografen Karl Cashin und der Schneiderin Eunice Cashin und war französischer und armenischer Abstammung. Sie besuchte die Hollywood High School in Los Angeles und wurde bereits vor ihrem High-School-Abschluss damit beauftragt, die Kostüme für die Aufführungen der Ballett- und Revuekompanie Fanchon and Marco anzufertigen. Kurz nach ihrem Abschluss wurde sie hauptberuflich Designerin des Unternehmens. 1934 zog die Ballettkompanie in das New Yorker Roxy Theater, wo sie für alle Aufführungen etwa 72 Kostüme pro Woche anfertigte. Cashin betrachtete dies als ihre formelle Ausbildung in Design und schrieb dieser Erfahrung zu, dass sie die Fähigkeit erlangt habe, attraktive Kleidungsstücke für sich bewegende Figuren zu entwerfen. Um 1937 wurde sie Chefdesignerin für den New Yorker Mantel- und Anzughersteller Adler & Adler.
Als die Vereinigten Staaten in den Zweiten Weltkrieg eintraten, wurde Cashin in ein Komitee berufen, das Uniformen für Frauen in den Streitkräften entwarf. Sie zog jedoch bald nach Hollywood zurück und heiratete den Illustrator Robert Sterner, der für Disney arbeitete. Nach kurzer Ehe ließ sich Cashin scheiden.
1943 arbeitete Cashin bei der Twentieth Century-Fox Film Corporation und entwarf Kostüme für etwa 60 Filme, zu denen 1944 Laura und 1946 Anna and the King of Siam gehörten. 1949 kehrte Cashin zurück nach New York City, wo sie ihre erste Sportbekleidungskollektion für Adler & Adler entwarf.
Cashin war eine der wenigen Frauen in den Nachkriegsjahren, die einen wichtigen Beitrag zur amerikanischen Mode leisteten, als Pariser Designer die Laufstege dominierten. Sie war dafür bekannt, ungewöhnliche Stoffe zu mischen. Sie arbeitete gern mit Canvas, Jersey, Leder, Popeline und Tweed. Ihr wurden Innovationen wie die Pocketbook-Tasche, der Hundeleine-Rock sowie Segeltuch-Regenmäntel, Kapuzen-Jersey-Kleider, industrielle Reißverschlüsse, Ösenverschlüsse, Overalls zugeschrieben.
1952 gründete sie ihr eigenes Unternehmen, Bonnie Cashin Designs, und erhielt ihren ersten Coty Award. 1968 gewann sie ihren zweiten Coty Award und 1972 wurde sie in die Coty American Fashion Critics Hall of Fame aufgenommen. In den frühen 1960er-Jahren wurde sie als erste Damenmode-Designerin für Coach engagiert, wo sie die klassische Beuteltasche einführte und die Verwendung unkonventioneller, industrieller Verschlüsse wie Schlösser und Knebel innovierte. In den 1970er Jahren entwarf sie auch für Hermès und leitete das Sportlabel der Marke. Zwei Jahrzehnte lang entwarf Cashin Kleidung aus Segeltuch, Jersey, Leder und Tweed für Philip Sills. Sie entwarf außerdem Regenbekleidung für Modelia, Handschuhe für Crescendoe-Superb. In den 1970er Jahren entwarf sie Strickwaren, die in Form gestrickt statt zugeschnitten und genäht wurden, und sie erfand den weiten Rollkragenpullover, der keinen Reißverschluss benötigte, um über den Kopf zu passen.
1972 gründete Cashin The Knittery, ein Unternehmen, das sich auf Handstrickwaren in limitierter Auflage spezialisierte, und 1979 den Innovative Design Fund, eine gemeinnützige Stiftung zur Förderung innovativer Designer.
In den 1960er Jahren lernte sie Curtis Kellar kennen, den Ehemann von Amy Vanderbilt und Chefjurist von Mobil Oil. Nach dem Tod seiner Frau war Kellar ein ständiger Begleiter von Cashin.
Cashin starb 2000 in Manhattan nach einer Operation am offenen Herzen.

## Auswahl von Kollektionsteilen

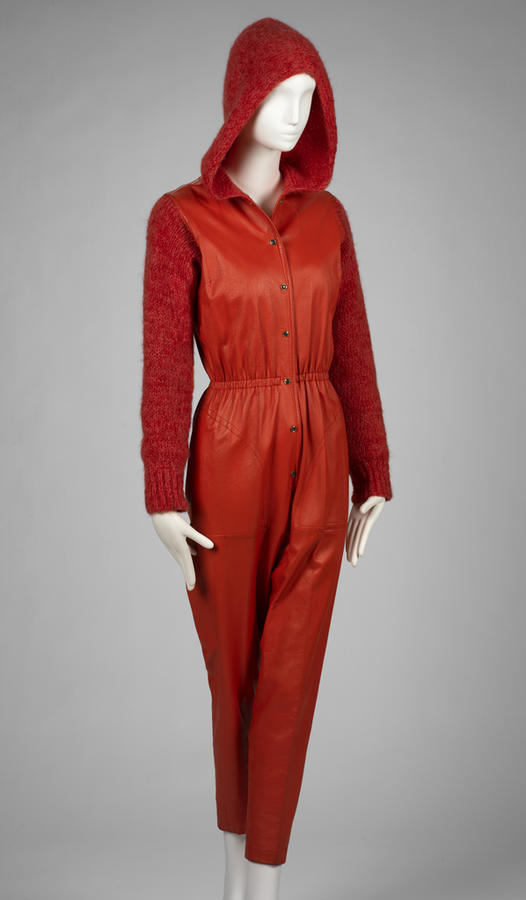
Bonnie Cashin-Overall von 1963, rotes Leder mit Mohair-Strickkapuze und -Ärmeln
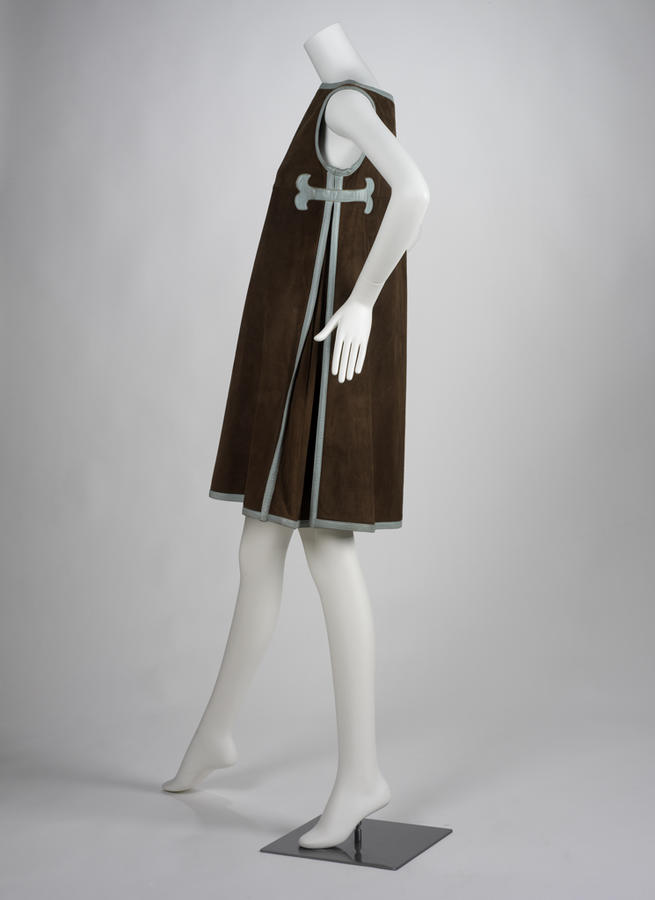
1967: Bonnie Cashin Tunikakleid, braunes Wildleder und blaues Leder
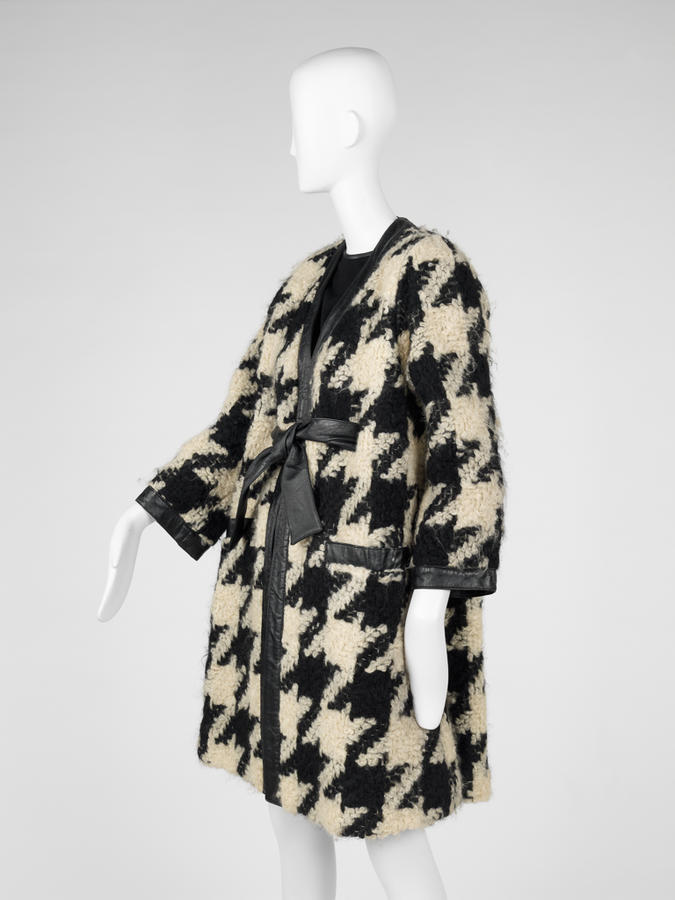
1968: Bonnie Cashin Mantel, schwarz-weißes Hahnentritt-Muster, Wollgewebe und schwarzes Leder
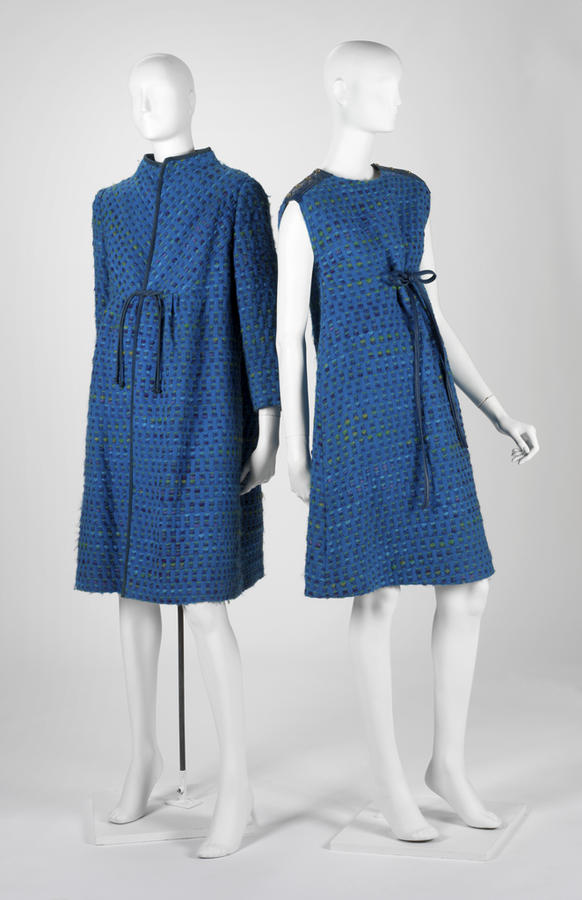
Set aus Kleid und Mantel von Bonnie Cashin aus dem Jahr 1968, blauer Wolltweed
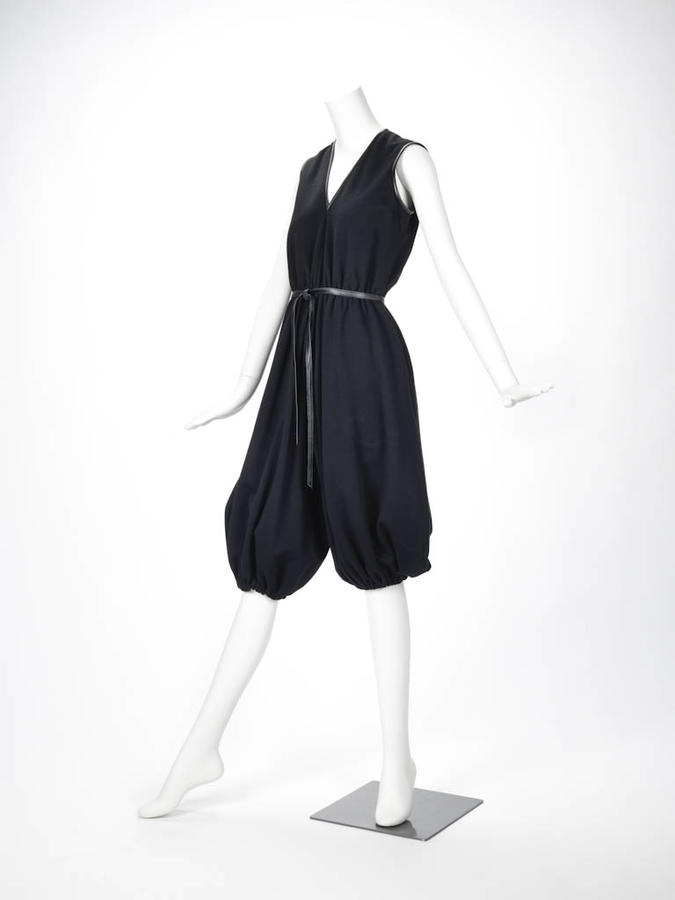
1969: Bonnie Cashin Jersey-Jumpsuit mit Lederakzenten
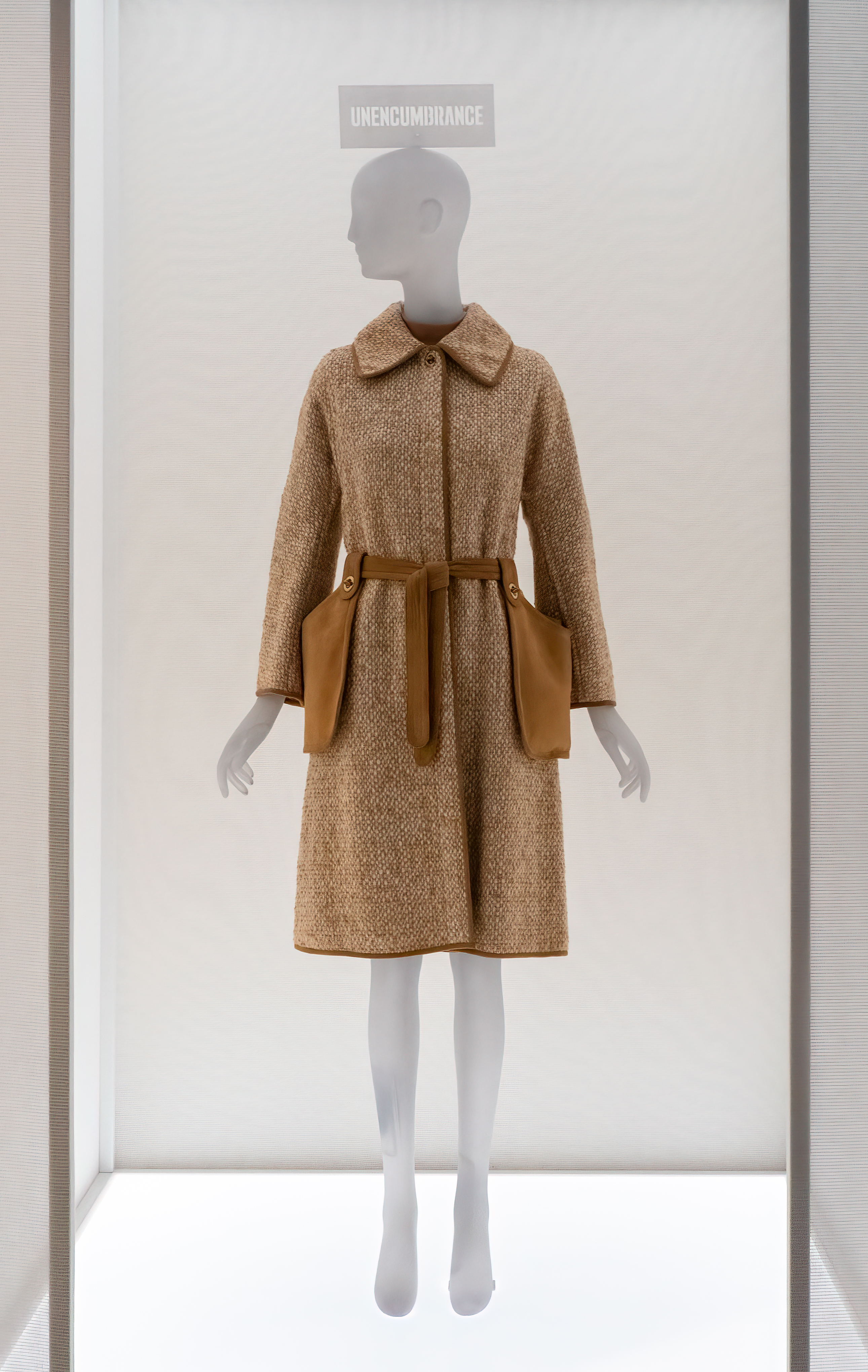
Ensemble von Bonnie Cashin im Metropolitan Museum of Art

Zu Cashins Debüt als amerikanische Designerin gehörte die Gestaltung von Flugbegleiteruniformen für American Airlines, der jahrelange Verkauf ausgewählter Designs ihrer eigenen Modelinie im Pariser Hermès-Store und die Eröffnung eines Ladens im Luxuskaufhaus Liberty in London.
In der Modebranche gilt sie oft als Erfinderin des Layering, sowohl des Konzepts als auch des Begriffs. Sie war eine der ersten, die Metallbeschläge in Kleidung und Accessoires verwendete und Leder und Stoffe im selben Kleidungsstück kombinierte.
Sie lizenzierte ihren Namen nie, ließ ihn auch nicht als Marke schützen, sie arbeitete auch nicht mit einem Designteam zusammen oder ernannte einen Nachfolger. Cashin spendete Gegenstände aus ihrer Sammlung dem Brooklyn Museum of Art und dem Costume Institute des Metropolitan Museum of Art. Sie hinterließ ihr gesamtes Designarchiv sowie einen großen Teil ihres persönlichen Nachlasses Stefanie Lake.

## Auszeichnungen (Auswahl)
- 1950: Neiman Marcus Fashion Award
- 1950: Coty American Fashion Critics Award
- 1972: Aufnahme in die Coty American Fashion Critics Hall of Fame[7]
- 2001: Aufnahme in die Fashion Hall of Fame